# Манильская обсерватория
Манильская обсерватория — астрономическая обсерватория, основанная в 1865 году иезуитами в кампусе Манильского университета в Кесон-Сити, Филиппины. Основой задачей обсерватории в XIX веке было предсказание тайфунов.

## История обсерватории
Метеорологические наблюдения начались в 1865 году, сейсмологические в 1885 году, а астрономические только в 1899 году. Был филиал на высоте 5000 футов над уровнем моря. Работа обсерватории была прервана Второй мировой войной. Во время битвы при Маниле все инструменты обсерватории были разрушены. 

## Инструменты обсерватории
- 19-дюймовый рефрактор

## Направления исследований
- Метеорология
- Сейсмология
- Геомагнитные явления
- Радиособытия солнечной природы

## Интересные факты
- Астероид 4866 Badillo[англ.] - назван в честь директора Манильской обсерватории